# Lexis – Journal in English Lexicology
Lexis – Journal in English Lexicology est une revue numérique bilingue, à comité scientifique international, publiant deux numéros thématiques par an, ainsi que des recensions d’ouvrages de nature lexicologique.

## Contenu
La revue accueille également des propositions d’articles hors-thématiques, publiés dans la section « varia » de Lexis. Créée en 2008, la revue est disponible en libre accès sur le portail OpenEdition Journals. Le champ de recherche de la revue repose essentiellement sur l’étude du lexique anglais du point de vue de sa morphologie, de son évolution, de ses liens socio-culturels. Elle interroge également, d’un point de vue contrastif, le lexique anglais en comparaison avec d’autres langues.

## Organisation et fonctionnement de la revue

### Les comités éditorial et scientifique
Le comité éditorial est chargé de définir la ligne éditoriale. Le comité scientifique, quant à lui, évalue les résumés et propose des corrections sur les articles. Le comité éditorial est élu pour cinq ans et les fonctions de rédacteur en chef et rédacteurs adjoints sont reconductibles une fois.
Le directeur de la publication est Denis Jamet-Coupé (Université Jean Moulin Lyon 3) et la rédactrice en chef est Stéphanie Béligon (Université Savoie Mont-Blanc).